# Osiedle miejskie wieliskie
Wieliżskoje (ros. Велижское городское поселение) – jednostka administracyjna (osiedle miejskie) wchodząca w skład rejonu wieliskiego w оbwodzie smoleńskim w Rosji.
Centrum administracyjnym osiedla miejskiego jest miasto Wieliż.

## Geografia
Powierzchnia osiedla miejskiego wynosi 42,49 km², a jego główną rzeką jest Dźwina. Przez terytorium jednostki przechodzą drogi federalne R133 (Smoleńsk – Newel) i R131 (Wieliż – Sieńkowo).

## Historia
Osiedle powstało na mocy uchwały obwodu smoleńskiego z 28 grudnia 2004 r.

## Demografia
W 2020 roku osiedle miejskie zamieszkiwało 7040 mieszkańców.

## Miejscowości
W skład jednostki administracyjnej wchodzi 18 miejscowości, w tym miasto (Wieliż) i 17 dieriewni (Ariutinki, Borowlewo, Czerniecowo, Czerniejka, Dadony, Jastrieb-1, Jastrieb-2, Kurmieli, Lachowo, Ławrietjewo, Noczewki, Nowka, Oczistka, Projawino, Riabinka, Saksony, Szczetkino).